# Tit-Coq
Tit-Coq  est un film québécois de René Delacroix et Gratien Gélinas produit en 1953.

## Synopsis
Le film raconte les mésaventures du soldat canadien français Tit-Coq un peu avant la Seconde Guerre mondiale et à son retour du front. Tit-Coq tient son surnom d’être d’un genre nerveux, drôle et irrespectueux. D’être un bâtard pèse lourd dans son esprit, jusqu’à ce qu’il tombe amoureux de Marie-Ange, qui lui promet de l’attendre pendant qu’il sera outre-mer sur le champ de bataille. Tit-Coq a une amoureuse qui l’attend et aussi une famille à qui il s’est attaché. Cédant aux pressions de sa famille, Marie-Ange épouse un autre homme. À son retour de guerre, la nouvelle est un coup dur pour Tit-Coq. L’aumônier militaire l’aide à reprendre pied et à recommencer à vivre en solitaire.

## Fiche technique
- Réalisation : René Delacroix et Gratien Gélinas
- Scénario et production : Gratien Gélinas
- Photographie : Akos Farkas et José Mena
- Montage : Roger Garand et Anton Van De Water
- Musique : Maurice Blackburn et Morris C. Davis
- Date de sortie au Québec : 20 février 1953

## Distribution
- Amanda Alarie: La mère Desilets
- George Alexander: Le commandant du camp
- Fred Barry: Le père Desilets
- Juliette Béliveau: Tante Clara
- Gratien Gélinas: Tit-Coq
- Monique Miller: Marie-Ange
- Jean Duceppe: Léopold Vermette
- Paul Dupuis : Le Padre
- Denise Pelletier: Germaine
- Clément Latour: Jean-Paul

## Création de l'œuvre et réception du public
Gratien Gélinas avait écrit l’histoire dès 1947, mais la difficulté à financer le film l’a contraint à mettre en scène Tit-Coq pour le théâtre. Pendant trois ans, il y aurait eu 500 représentations de la pièce Tit-Coq, appréciée des critiques. Les revenus de la pièce ont permis à Gélinas de produire lui-même le film. De février à avril 1953, le film aurait été vu par environ 300 000 spectateurs québécois. Il a aussi bien été reçu au Canada anglais dans sa version sous-titrée en anglais.

## Prix
- 1953 : Meilleur film de l’année au Canadian Film Award
- 2000 : le Festival international du film de Toronto rend hommage au film.